# Van Allen Probes
Les Van Allen Probes (anteriorment conegudes com les Radiation Belt Storm Probes (RBSP)) són dos naus espacials robòtiques utilitzades per estudiar el cinturó de Van Allen que envolten la Terra. La NASA està duent a terme la missió de les Van Allen Probes com a part del programa Living With a Star. Comprendre l'entorn del cinturó de radiació i la seva variabilitat té importants aplicacions pràctiques en les àrees d'operacions de naus espacials, disseny dels sistemes, planteig de missions i seguretat per astronautes. Les sondes van ser llançades el 30 d'agost de 2012.

## Resum
La Goddard Space Flight Center de la NASA gestiona el programa de Living With a Star on el RBSP és un projecte, juntament amb el Solar Dynamics Observatory (SDO). El Applied Physics Laboratory és responsable de la implementació i gestió general dels instruments del RBSP. La missió principal té una durada de 2 anys, amb ampliacions de 4 anys. La nau espacial també treballa en estreta col·laboració amb el Balloon Array for RBSP Relativistic Electron Losses (BARREL), que pot mesurar partícules que es surten dels cinturons i seguir el camí cap a l'atmosfera terrestre.
La missió Radiation Belt Storm Probes és part del programa Living With a Star de la NASA, que és gestionada per la Goddard Space Flight Center a Greenbelt. La Applied Physics Laboratory (APL) de la Johns Hopkins University dirigeix la missió que opera les Van Allen Probes per la NASA.

### Fites
- Anàlisi del concepte de la missió finalitzat, 30–31 de gener de 2007[6]
- Anàlisi preliminar de disseny, Octubre del 2008
- Anàlisi de confirmació, Gener del 2009
- Les sondes són transportades des de l'Applied Physics Laboratory a Laurel, Maryland a Cape Canaveral Air Force Station a Florida, 30 d'abril de 2012
- Les sondes són llançades des del Space Launch Complex-41 a Cape Canaveral Air Force Station a Florida en el 30 d'agost de 2012. L'enlairament es va produir a les 4:05 a.m. EDT.[7]
- 2019 fi de la missió.

### Vehicle de llançament
El 16 de març de 2009, la United Launch Alliance (ULA) va anunciar que la NASA havia atorgat a la ULA un contracte de llançar el RSBP utilitzant un coet Atlas V 401. La NASA va retardar el llançament pel mal temps, pel 24 d'agost, i un retard de precaució addicional per protegir el coet i els satèl·lits de l'Huracà Isaac, l'enlairament es va produir el 30 d'agost de 2012 a les 4:05 AM EDT.

## Ciència
El cinturó de Van Allen es pot inflar-se i encongir amb el temps, com a part d'un sistema de clima espacial molt més ampli impulsat per l'energia i material que sorgeix de la superfície del Sol i que ocupa tot el sistema solar. El clima espacial és la font d'aurores que brillen al cel nocturn, però també poden pertorbar els satèl·lits, causar problemes de la xarxa elèctrica i desbaratar les comunicacions de GPS. Les Van Allen Probes ajudaran als científics a entendre aquesta regió i per a un millor disseny de naus espacials que puguin sobreviure als rigors de l'espai exterior. La missió és aconseguir la comprensió científica de com les quantitats d'electrons relativistes i els ions a l'espai formen o canvien en la resposta als canvis en activitat solar i el vent solar.
Els objectius generals de la missió són:
- Descobrir quins processos - sols o en combinació - accelerar i transportar les partícules en el cinturó de radiació, i en quines condicions.
- Comprendre i quantificar la pèrdua d'electrons dels cinturons de radiació.
- Determinar l'equilibri entre els processos que provoquen l'acceleració d'electrons i aquells que causen pèrdues.
- Entendre com els cinturons de radiació de canvien en el context de tempestes geomagnètiques.

## Nau
Les Van Allen Probes consta de dues naus espacials estabilitzades per rotació per ser llançades amb una sol coet Atlas V. Les dues sondes han d'operar en les dures condicions que s'han estudiat; mentre que altres satèl·lits tenen el luxe d'apagar o protegir-se enmig del clima espacial intens, les Van Allen Probes han de seguir recopilant dades. Les sondes, per tant, han estat construïdes per suportar el constant bombardeig de partícules i radiació que experimentaran en aquesta zona intensa de l'espai.

### Instruments
Com que és de vital importància que les dues naus facin mesuraments idèntics per observar canvis en els cinturons de radiació a través de l'espai i el temps, cada sonda porta el següent:
1. Energetic Particle, Composition, and Thermal Plasma (ECT) Instrument Suite  Arxivat 2007-01-04 a Wayback Machine.; L'investigador principal és Harlan Spence  de la University of New Hampshire. Els socis clau en aquesta investigació són LANL, Southwest Research Institute, Aerospace Corporation i LASP
2. Electric and Magnetic Field Instrument Suite and Integrated Science (EMFISIS); L'investigador principal és Craig Kletzing de la University of Iowa.
3. Electric Field and Waves Instrument (EFW); L'investigador principal és John Wygant de la University of Minnesota. Els socis clau en aquesta investigació són la University of California a Berkeley i la University of Colorado a Boulder.
4. Radiation Belt Storm Probes Ion Composition Experiment (RBSPICE); L'investigador principal és Lou Lanzerotti  Arxivat 2008-02-26 a Wayback Machine. de la the New Jersey Institute of Technology. Els socis clau en aquesta investigació són l'Applied Physics Laboratory and Fundamental Technologies, LLC .
5. Relativistic Particle Spectrometer (RPS) de la National Reconnaissance Office